# Sąpy, Distrito de Elbląg
Sąpy [ˈsɔmpɨ] (en alemán: Sumpf) es un pueblo ubicado en el distrito administrativo de Gmina Młynary, dentro del Distrito de Elbląg, Voivodato de Varmia y Masuria, en Polonia del norte. Se encuentra aproximadamente a 3 kilómetros al sur de Młynary, a 22 kilómetros al este de Elbląg, y a 67 kilómetros al noroeste de la capital regional Olsztyn.